# Daniel Falb

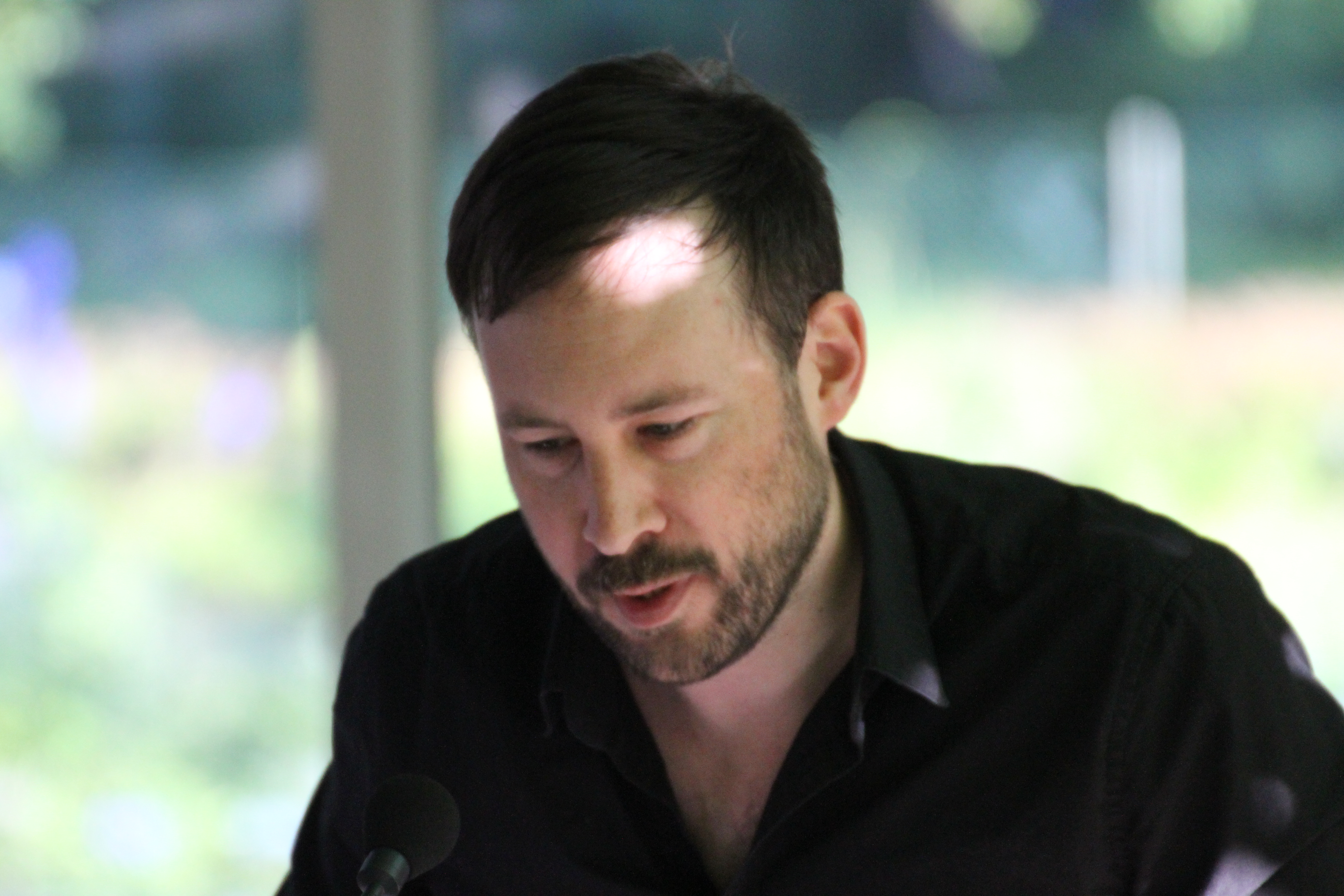
Daniel Falb auf dem Lyrikmarkt Berlin 2016

Daniel Falb (* 11. Oktober 1977 in Kassel) ist ein deutscher Lyriker und Theoretiker.

## Leben
Falb wuchs in Kassel auf und legte dort 1997 sein Abitur ab. Ab 1998 studierte er in Berlin verschiedene Fächer, darunter Politische Wissenschaften und Physik. 2006 erhielt er einen Abschluss in Philosophie, 2012 wurde er an der FU Berlin promoviert. Falb hat an der FU Berlin, dem Deutschen Literaturinstitut Leipzig (DLL) sowie der HfBK Dresden gelehrt.
Seit 2017 ist Daniel Falb Mitglied im PEN-Zentrum Deutschland.
1998 wurde er erstmals literarisch aktiv und war Teilnehmer des Autorenforums „lauter niemand“, hielt Lesungen in und außerhalb Berlins und veröffentlichte in Zeitschriften und Anthologien. Ende 2003 erschien sein literarischer Debütband die räumung dieser parks; darauf folgten BANCOR (2009), CEK (2015), Orchidee und Technofossil (2019), sowie Deutschland. Ein Weltmärchen (in leichter Sprache), alle bei kookbooks. 
Zum Anthropozän veröffentlichte er poetologische Texte (u. a. Anthropozän. Dichtung in der Gegenwartsgeologie, Verlagshaus Berlin 2015) ebenso wie die philosophische Monografie Geospekulationen. Metaphysik für die Erde im Anthropozän (Merve 2019). Seitdem hat Falb auch zur Philosophie der Weltbevölkerung und zum Begriff des Planetarischen geforscht und publiziert. 

## Veröffentlichungen
- Planeten Denken. Hyper-Antizipation und Biografische Tiefenzeit (mit Armen Avanessian), Leipzig 2024, ISBN 978-3962730802
- Deutschland. Ein Weltmärchen (in leichter Sprache), Gedichte, Kookbooks, Berlin 2023, ISBN 978-3-948336-20-2
- Mystique der Weltbevölkerung, Leipzig 2022, ISBN 978-3962730703
- COVID und Lebensform, Leipzig 2021, ISBN 978-3962730581
- „Poetik für Anthropozän Institutionen“, in: Edit, No. 80, Frühjahr 2020, Leipzig[2]
- Orchidee und Technofossil, Gedichte, Kookbooks, Berlin 2019, ISBN 978-3-937445-98-4
- Daniel Falb, „Defossilization and Refossilization: Deleuze/Guattari to the Anthropocene“, in: Obieg, Quarterly Magazine on Art and Culture, No. 10, 2019[3] and in: Plasticity of the Planet: On Environmental Challenge for Art and Its Institutions, ed. Magdalena Ziółkowska, Mousse Publishing, Mediolan and Ujazdowski Castle Centre for Contemporary Art, Warschau 2019, ISBN 978-88-6749-433-0
- Geospekulationen. Metaphysik für die Erde im Anthropozän, Merve Verlag, Berlin 2019, ISBN 978-3-96273-020-8
- Perhaps It Is High Time For A Xeno-Architecture to Match, conversations with Armen Avanessian, Benjamin Bratton, Kathleen Ditzig, Daniel Falb, Anke Hennig, Victoria Ivanova, Markus Miessen, Patricia Reed, Luciana Parisi, ed. Armen Avanessian et al., Sternberg Press, Berlin 2018, ISBN 978-3-95679-387-5
- Chicxulub Paem, ed. Ida Bencke, The Parapoetic Series, Broken Dimanche Press and Laboratory for Aesthetics and Ecology, May 2017, ISBN 978-87-999834-1-4
- Daniel Falb, „Ein Tag im Leben der Sprache. Daten bei Elke Erb und Hanne Darboven“, in: TEXT+KRITIK. Zeitschrift für Literatur, Heft 214, hrsg. Steffen Popp, München: edition text + kritik 2017, ISBN 978-3-86916-571-4
- Chicxulub Paem, Gedichtzyklus, DRUKsel Verlag, Oktober 2016 [4]
- Canti d’amore e geologia, Gedichte (mit Michele Lazazzera, italienisch), EDB Edizioni, Mailand 2016, ISBN 978-88-99887-09-4
- Daniel Falb, „Isle of Man, Poetic Co-Evolutions towards the Holocene Museum“, in: The Technosphere Issue, Co-Evolutionary Perspectives on the Technosphere, Campus 2016, HKW Berlin[5]
- Daniel Falb, „A note on terrapoetics“, in: Jacket2, Conceptual writing (plural and global) and other cultural productions, ed. Divya Victor, February 5, 2016
- CEK, Gedichte, Kookbooks, Berlin 2015, ISBN 3-937445-71-4
- Anthropozän. Dichtung in der Gegenwartsgeologie, Edition Poeticon, Berlin: Verlagshaus Berlin 2015, ISBN 3-945832-05-5
- Daniel Falb, „Epistemologies of Art in the Anthropocene“, in: Art in the Periphery of the Center, ed. C. Behnke, C. Kastelan, V. Knoll, U. Wuggenig, Berlin: Sternberg Press 2015, ISBN 978-3-95679-077-5
- Kollektivitäten: Population und Netzwerk als Figurationen der Vielheit, Bielefeld: transcript 2015, ISBN 3-8376-3099-4[6]
- mit John Beeson, Ulrike Gerhardt, Friedemann Heckel: Post-Studio Tales, Hamburg: Textem 2015, ISBN 978-3-86485-102-5
- Daniel Falb, „Re USURA. Ezra Pound und die Positionalität der Dichtung“, in: Poesie und Begriff. Positionen zeitgenössischer Dichtung, hrsg. A. Avanessian, A. Hennig, S. Popp, Zürich: Diaphanes 2014, ISBN 978-3-03734-709-6
- New Zork, Gedichte (niederländisch), Zegwerk, Gent 2014
- mit Ann Cotten, Hendrik Jackson, Steffen Popp, Monika Rinck: Helm aus Phlox. Zur Theorie des schlechtesten Werkzeugs, Berlin: Merve Verlag 2011, ISBN 978-3-88396-292-4.
- BANCOR, Gedichte, Kookbooks, Idstein 2009, ISBN 978-3-937445-39-7
- naturezas-mortas sociais – 33 poemas, Gedichte (portugiesisch-deutsch), Sextante Editora, Lissabon 2009, ISBN 978-989-676-006-9
- Gedichte sowie vertiefendes Essay von Sabine Scho, in: BELLA triste Nr. 17, Sonderausgabe zur deutschsprachigen Gegenwartslyrik, Hildesheim 2007
- die räumung dieser parks, Gedichte, Kookbooks, Idstein 2003, ISBN 3-937445-00-5

## Ehrungen und Auszeichnungen
- 2001 Preisträger beim Literaturpreis Prenzlauer Berg Berlin
- 2005 Lyrik-Debüt-Preis des Literarischen Colloquiums Berlin
- 2005 Aufenthaltsstipendium für das Stuttgarter Schriftstellerhaus
- 2006 Stipendium des Autoren-Förderungsprogramms der Stiftung Niedersachsen für das zweite Buch
- 2012 Arbeitsstipendium des Berliner Senats
- 2015 Aufenthaltsstipendium für das Künstlerhaus Edenkoben
- 2015 Arbeits- und Recherchestipendium des Berliner Senats
- 2016 Kurt Sigel-Lyrikpreis des deutschen PEN
- 2016 Aufenthaltsstipendium der Stiftung Künstlerdorf Schöppingen
- 2017 Aufenthaltsstipendium in der Nida Art Colony im Rahmen von WHEN THE SEA LOOKS BACK (A Serpent's Tale), The Many Headed Hydra, Litauen
- 2017 Aufenthaltsstipendium Kur und Kür, Skulptur.Projekte Münster[7]
- 2021 Arbeitsstipendium Literatur, Senatsverwaltung für Kultur und Europa, Berlin
- 2022 INITIAL 2 – Neue Kooperationen Sonderstipendium der Akademie der Künste
- 2024-5 Programm Künstlerische Forschung, Berlin